# Karl Georg Winkelblech

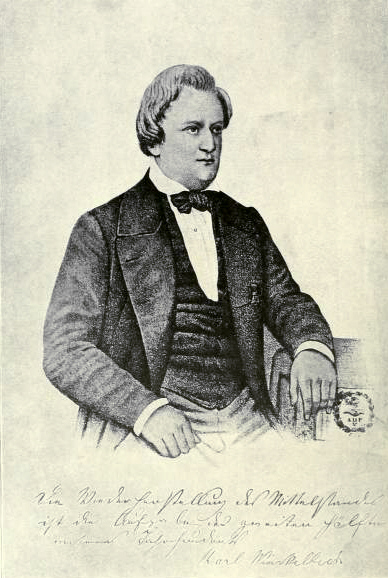
Karl Georg Winkelblech

Karl Georg Winkelblech, im Pseudonym Karl Marlo, (* 15. April 1810 in Ensheim bei Alzey; † 10. Januar 1865 in Kassel) war ein Chemiker und Nationalökonom.
Winkelblech studierte in Marburg und Gießen Chemie, habilitierte sich als Privatdozent in Marburg und wurde 1839 Professor an der Höheren Gewerbeschule in Kassel, wo er 1865 starb.

## Biografie
Sein Vater war Hauslehrer und später Pfarrer in Ensheim. Durch seine Eltern und vornehmlich Hauslehrer erzogen, sollte er später Apotheker werden. Mit dem Sohn seines Ausbilders Pfarrer Philipp Touton aus Framersheim, Emil Touton (1809–1860), verband ihn eine lebenslange Freundschaft. 1826 bis 1829 war er Lehrling in der Apotheke zu Wörrstadt.
1829 ging er, gemeinsam mit seinem Freund Touton, zum Studium der Chemie und Pharmakologie an die Alma Mater Philippina Marburg. Im gleichen Jahr verlor er im Abstand von drei Monaten Vater und Mutter. 1832 weilte er für sechs Monate (ein Semester) in Gießen bei Justus Liebig. Hier fertigte er auch seine später ins Latein übertragene Diplom- und Doktorarbeit De Oxydis Cobalticis an. Im Februar 1835 ein Rigorosum mit egregia cum laude bestehend, erhält er durch Erlass des Kurfürsten seine Habilitierung und Einstellung als Privatdozent.  Noch in Marburg wurde er Mitglied zahlreicher naturwissenschaftlicher Gesellschaften. 1837 zum Extraordinarius (mit einem Gehalt von 150 Talern) befördert, kommt es (auch dadurch) in den beiden Folgejahren zum Bruch mit Ferdinand Wurzer, dem Gründer und Leiter des Bereiches Chemie an der Marburger Universität.
1839 muss er auf Weisung des kurhessischen Ministeriums nach Kassel gehen – in einem Tausch mit Robert Bunsen. Briefe der Marburger Professoren und auch Liebigs können das Ministerium nicht umstimmen. Er wird an die Höhere Gewerbeschule zu Kassel versetzt, wenn auch sein Gehalt von 500 auf 800 Taler aufgestockt wird. 1839 nur provisorisch, wird ihm erst 1841 die ordentliche Lehrbefugnis in Kassel erteilt und er kurhessischer Beamter. Am 16. Mai 1840 heiratet er Emma Gerling, Tochter des Professors für Physik, Mathematik und Astronomie Christian Ludwig Gerling an der Universität Marburg. Der Ehe entstammen die zwei Kinder Sohn Ludwig (7. Februar 1841) und Tochter Anna (4. Dezember 1846).
In den drei Folgejahren unternahm Winkelblech mehrere Reisen, dessen für sein weiteres Leben wichtigste die nach Skandinavien aus dem Jahr 1843 werden sollte. Die elenden Zustände der Arbeiter in den Blaufarbenfabriken von Modum bewegen Winkelblech dazu, sich ab da hauptsächlich mit nationalökonomischen Studien zu befassen. 1848 wird er dadurch ausgelöst einer der prominenten Teilnehmer der revolutionären Bewegung in Kassel und einer der Führer der deutschen Handwerker- und Arbeiterbewegung. Ende 1848 bis 49 war er Abgeordneter zur Ständeversammlung für Gelnhausen, Wächtersbach, Bockenheim und Windecken. 1852 wurde ein Hochverratsprozess gegen ihn eingeleitet. Gleichzeitig wurde er von Mai bis August 1853 vom Lehramt suspendiert, obwohl er schon am 30. Juni vom Vorwurf des Hochverrats freigesprochen wurde.
Als Ergebnis seiner Untersuchungen zu Wirtschaft und Ökonomie veröffentlichte er unter dem Pseudonym Karl Marlo ein großes vierbändiges Werk: Untersuchungen über die Organisation der Arbeit oder System der Weltökonomie, in der er seine Staatswirtschaftslehre (Politische Ökonomie) und Kritik eines ökonomischen Liberalismus erläuterte. Er definierte eine Naturkraft (Wirtschaftskraft) als beschränkte Größe, deren Anteil jeder einzelne mit seiner individuellen Arbeitskraft unterliegt. Jeder Mensch sollte durch seine Arbeitskraft frei über einen bestimmten Anteil dieser Naturkraft verfügen. Er definierte die Erde als Gemeingut aller Menschen. Ein Recht an Waren soll durch den Anteil ihrer Erarbeitung begründet sein. Er entwickelte dazu den Gedanken eines Föderalismus in der Arbeit und versuchte den von ihm gesehenen Gegensatz zwischen Liberalismus und Kommunismus (Gemeineigentum) aufzulösen. Gleichzeitig propagierte er eine staatlich gelenkte Wirtschaft unter strikten Gesetzen zu Vermeidung von Monopolen. Er wird auch als ein utopischer Sozialist angesehen, der eine Form von Staatssozialismus definierte. In Deutschland wird er oft nur als linksliberaler Vordenker der Handwerker- und Arbeiterbewegung gesehen.
1860 stirbt sein Freund Touton, was Winkelblech in eine schwere Lebenskrise stürzt. Er muss von März 1860 bis Juli 1861 eine psychiatrische Behandlung in der Heil- und Pflegeanstalt Illenau annehmen.
Winkelblech liegt in einem Ehrengrab der Stadt Kassel auf dem Hauptfriedhof begraben.

## Werke
- Karl Marlo: Untersuchungen über die Organisation der Arbeit oder System der Weltökonomie, 4 Bände, Verlag von Wilhelm Appel, Kassel 1850–1859 (Neuauflage, Verlag Laupp, Tübingen 1884–1886)
- Karl Georg Winkelblech: Bemerkungen zu Schleiden’s offenem Sendschreiben an Herrn Dr. Justus Liebig, Verlag Friedrich Vieweg und Sohn, Braunschweig 1842, 23 Seiten
- Karl Georg Winkelblech: Ueber Liebig’s Theorie der Pflanzenernährung und Schleiden’s Einwendungen gegen diesselbe, Kriegersche Buchhandlung, Kassel 1842, 31 Seiten